# Odontopyge exqisita
Odontopyge exqisita är en mångfotingart som beskrevs av Filippo Silvestri 1896. Odontopyge exqisita ingår i släktet Odontopyge och familjen Odontopygidae. Inga underarter finns listade i Catalogue of Life.